# Marcelo Sarvas
Marcelo Fazzio Sarvas, né le 16 octobre 1981 à São Paulo, est un footballeur brésilien qui évolue au poste de milieu de terrain. Il est actuellement l'entraîneur du Galaxy II de Los Angeles en USL Championship.

## Biographie
Marcelo Sarvas commence sa carrière avec le club brésilien du SC Corinthians Paulista et débute avec l'équipe première durant la saison 2002. En 2003, il rejoint le club de l'EC Noroeste et y reste durant une année avant de partir en Europe. Il signe en faveur du club suédois de Karlskrona AIF et reste là aussi une seule année puis rejoint Kristianstads FF. Lors de sa première saison avec Kristianstads, Sarvas inscrit 10 buts et aide son équipe à accéder au Allsvenskan. Il débute ensuite la saison 2007 avec l'équipe de Mjällby AIF.
En 2008, il est de nouveau transféré vers un autre club suédois, l'IF Limhamn Bunkeflo. Il a été l'un des meilleurs joueurs de son équipe et tape dans l'œil du club polonais de Polonia Warszawa. Il participe à vingt-huit rencontres de championnat et inscrit deux buts ainsi que six matchs de Ligue Europa pour deux buts.
Après deux années en Pologne, Sarvas retourne en Amérique mais rejoint cette fois ci l'Amérique centrale et le club costaricain de la LD Alajuelense où le numéro 10 lui est attribué. Au club, il remporte deux titres, le tournoi d'Apertura 2011 et de Clausura 2011. Il devient ainsi un joueur clé de son équipe, notamment lorsqu'il joue la Ligue des champions de la CONCACAF et attire quelques grands clubs nord-américains, incluant les champions en titre de Major League Soccer, la franchise californienne du Galaxy de Los Angeles.
Le 13 décembre 2011, le Galaxy de Los Angeles annonce avoir fait signer le joueur.

## Palmarès
LD Alajuelense
- Vainqueur de la Primera División en Apertura 2011 et Clausura 2011

 Galaxy de Los Angeles
- Vainqueur de la Coupe MLS en 2012 et 2014
- Vainqueur du Supporters' Shield en  2012